# زوي سيدني
زوي فريدريك سيدني (من مواليد 15 ديسمبر 2001) هي لاعبة ألعاب قوى هولندية تتنافس في سباق الحواجز، 100 متر، 200 متر، 400 متر وتتابع 4 × 100 متر. فازت بميداليتين ذهبيتين في  المهرجان الأولمبي الصيفي للشباب الأوروبي 2017. في عام 2021 شاركت في كل من بطولة أوروبا لألعاب القوى داخل الصالات 2021 والألعاب الأولمبية الصيفية. في عام 2022، أصبحت جزءًا من فريق التتابع الهولندي 4 × 100 متر، حيث تنافست مع أختها الكبرى نايومي سيدني. في أول دورة ألعاب أولمبية لها، احتلت سيدني المركز السابع في تصفياتها بزمن قدره 13.03 ثانية. لم يكن هذا كافيًا للحصول على مكان في الدور نصف النهائي حيث احتاج سيدني إلى وقت قدره 13.00 ثانية للتأهل إلى الدور التالي. حصل سيدني على المركز الرابع والعشرين في التصفيات.